# Analogislut
Ett analogislut (eller analogisk lagtillämpning) är ett juridiskt begrepp som betyder att man kommer fram till hur en oreglerad fråga ska avgöras genom att utgå från lagreglering på liknande områden.
Att göra ett analogislut står i strid med legalitetsprincipen och används därför aldrig på straffrättens område; endast inom civilrätten kan den användas.